# Línea SE7 (Interurbanos Madrid)
La línea SE7 de la red de autobuses interurbanos de Madrid une las diferentes estaciones de MetroEste durante los periodos de obras que vienen siendo habituales en esta línea de Metro de Madrid.
Esta línea tuvo su primera aparición en 2014, durante uno de los cierres de MetroEste, habiendo sido gestionada previamente por la EMT de Madrid. Desde entonces, la línea funciona durante las temporadas que se hace necesario efectuar obras en el tramo indicado, sea de forma parcial o en su totalidad.

## Características
Es gratuita para los usuarios, pues se trata de un servicio especial consensuado entre ambos operadores de transporte.
Está actualmente operada por Monbus mediante concesión administrativa del Consorcio Regional de Transportes de Madrid. Desde el último cambio de operadora de Avanza a Monbus, el servicio ha dejado de estar integrado en el sistema del CRTM de gestión del transporte, CITRAM. Por tanto, se han perdido tiempos de espera en paradas con pantallas led y gestión dinámica del tráfico. Junto con este cambio de operadora, también se introdujeron las líneas SE71 en San Fernando de Henares y SE72 en Coslada, operadas por Avanza como líneas urbanas temporales.

## Modificaciones
Inaugurada el 24 de agosto de 2022, a raíz del corte de la línea 7, su recorrido original terminaba en la estación de San Fernando.
Desde el 27 de julio de 2024, la línea se prolongó hasta la estación de Barrio del Puerto, coincidiendo con una ampliación del corte de la línea 7 hasta dicha estación.
Desde el 28 de noviembre de 2024, la línea se prolongó hasta la estación de Estadio Metropolitano, coincidiendo con una ampliación del corte de la línea 7 hasta la estación de García Noblejas. Esta prolongación durará durante el corte por obras, hasta el 1 de diciembre de 2024, cambiando temporalmente su denominación a SE7 Hospital del Henares - Estadio Metropolitano. 
De esta manera, se pudo permitir a los usuarios con parada de origen en Coslada o San Fernando de Henares y destino más allá de Barrio del Puerto, realizar un solo transbordo en Estadio Metropolitano para continuar su viaje en el servicio especial de la EMT entre Estadio Metropolitano y García Noblejas, sin necesidad de transbordar en Barrio del Puerto. De otra manera, el trayecto habría sido en bus hasta Barrio del Puerto, donde se debería haber cogido un tren hasta llegar a Estadio Metropolitano, y ahí tomar de nuevo el servicio especial hasta García Noblejas, para continuar en tren desde dicha parada. 
Los días 28 y 29 de noviembre de 2024 se produjeron numerosos problemas para los viajeros de ambos servicios especiales a causa de la huelga de autobuses nacional. Sin embargo, Metro de Madrid no avisó de que dicha huelga afectaba al servicio especial, a pesar de la confusión de los usuarios y varias preguntas en redes sociales.

## Horarios
| De lunes a viernes laborables           |                  |
| De 06:05 a 06:35                        | cada 8 minutos   |
| De 06:35 a 09:30                        | cada 5 minutos   |
| De 09:30 a 22:00                        | cada 6 minutos   |
| De 22:00 a 24:00                        | cada 7,5 minutos |
| De 24:00 a fin                          | cada 15 minutos  |
| Sábados laborables, domingos y festivos |                  |
| De 06:05 a 22:00                        | cada 7,5 minutos |
| De 22:00 a fin                          | cada 15 minutos  |

## Recorrido y paradas actuales

### Sentido Barrio del Puerto
| Estación sustituida  | Código | Parada                                 | Común con             | Otras conexiones  | Municipio               |
| -------------------- | ------ | -------------------------------------- | --------------------- | ----------------- | ----------------------- |
| Hospital del Henares | 18528  | Av. Marie Curie - Hospital del Henares | 280 289 1 SE72        |                   | Coslada                 |
| Henares              | 19372  | Av. Algorta - Est. Henares             |                       |                   | San Fernando de Henares |
| Jarama               | 17040  | Pza. Guernica - Est. Jarama            | 220                   |                   | San Fernando de Henares |
| San Fernando         | 12518  | Av. Irún - Centro de día               | 282 284 285 288 822 1 |                   | San Fernando de Henares |
| San Fernando         | 12520  | Ventura de Argumosa - Residencia       | 288 822               |                   | San Fernando de Henares |
| San Fernando         | 07155  | Av. Madrid - Pza. Primero de Mayo      | 288                   |                   | San Fernando de Henares |
| San Fernando         | 07157  | Av. Vicálvaro - Segura                 | 287                   |                   | San Fernando de Henares |
| La Rambla            | 20653  | Honduras - Est. La Rambla              | 286 822               |                   | Coslada                 |
| Coslada Central      | 07110  | Doctor Fleming - Coslada Central       | 289 290 2             | Coslada Central   | Coslada                 |
| Barrio del Puerto    | 17616  | Av. España - Barrio del Puerto         | 288                   | Barrio del Puerto | Coslada                 |

### Sentido Hospital del Henares
| Estación sustituida  | Código | Parada                                 | Común con             | Otras conexiones  | Municipio               |
| -------------------- | ------ | -------------------------------------- | --------------------- | ----------------- | ----------------------- |
| Barrio del Puerto    | 17615  | Av. España - Barrio del Puerto         | 288                   | Barrio del Puerto | Coslada                 |
| Coslada Central      | 07172  | Doctor Fleming - Coslada Central       | 289 290 2             | Coslada Central   | Coslada                 |
| La Rambla            | 07117  | Méjico - Est. La Rambla                | 280 286 287 288 822 2 |                   | Coslada                 |
| San Fernando         | 07127  | Av. Vicálvaro - Gonzalo de Córdoba     | 287                   |                   | San Fernando de Henares |
| San Fernando         | 07142  | Av. Madrid - Córdoba                   | 283 288 822           |                   | San Fernando de Henares |
| San Fernando         | 12521  | Ventura de Argumosa - Residencia       | 282 284 285 288 822   |                   | San Fernando de Henares |
| San Fernando         | 07249  | Pza. Monte Gorbea - Centro de día      | 281 288 822 1         |                   | San Fernando de Henares |
| Jarama               | 19370  | Pza. Guernica - Est. Jarama            |                       |                   | San Fernando de Henares |
| Henares              | 19371  | Av. Algorta - Est. Henares             |                       |                   | San Fernando de Henares |
| Hospital del Henares | 18528  | Av. Marie Curie - Hospital del Henares | 280 289 1 SE72        |                   | Coslada                 |